# Ordine al Merito del Sahara
L'Ordine al Merito del Sahara (in francese: Ordre du Mérite saharien) è stato un ordine cavalleresco ministeriale francese, creato con decreto del 4 aprile 1958 in Francia, aveva lo scopo di premiare i servizi resi, di natura sociale, scientifica, economica o amministrativa, da persone francesi o straniere che hanno partecipato allo sviluppo delle regioni sahariane.

## Storia
L'Ordine è stato fondato il 4 aprile 1958 e abolito nel 1963 in seguito alla creazione dell'Ordine Nazionale al Merito.

## Classi
L'Ordine disponeva delle seguenti classi di benemerenza:
- Commendatore
- Ufficiale
- Cavaliere

| Nastri    |           |              |
| Cavaliere | Ufficiale | Commendatore |

## Descrizione

### Nastro
Larghezza 36 mm. Giallo sabbia con due sottili strisce blu indaco su ciascun lato. Rosetta per il grado di ufficiale. Cravatta che consente di indossare la sierra per il grado di Comandante.

## Insegne
Il distintivo sul nastro è una croce di Agadez (rappresentazione della croce meridionale) sormontata da un anello. Proviene da un'incisione di Raymond Corbin.

### Dritto
L'anello superiore reca la legenda REPVBLIQVE FRANCAISE.

#### Verso
Al centro della croce, la scritta MERITE SAHARIEN.

#### Croce
La croce del Cavaliere è in argento, quella degli Ufficiali e Commendatore in vermeil.
La Croce del Commendatore si distingue dalle altre due per una costruzione più fine, con un anello comprendente su ogni lato una pinna decorata e il centro della croce traforata.